# Manne Hofling

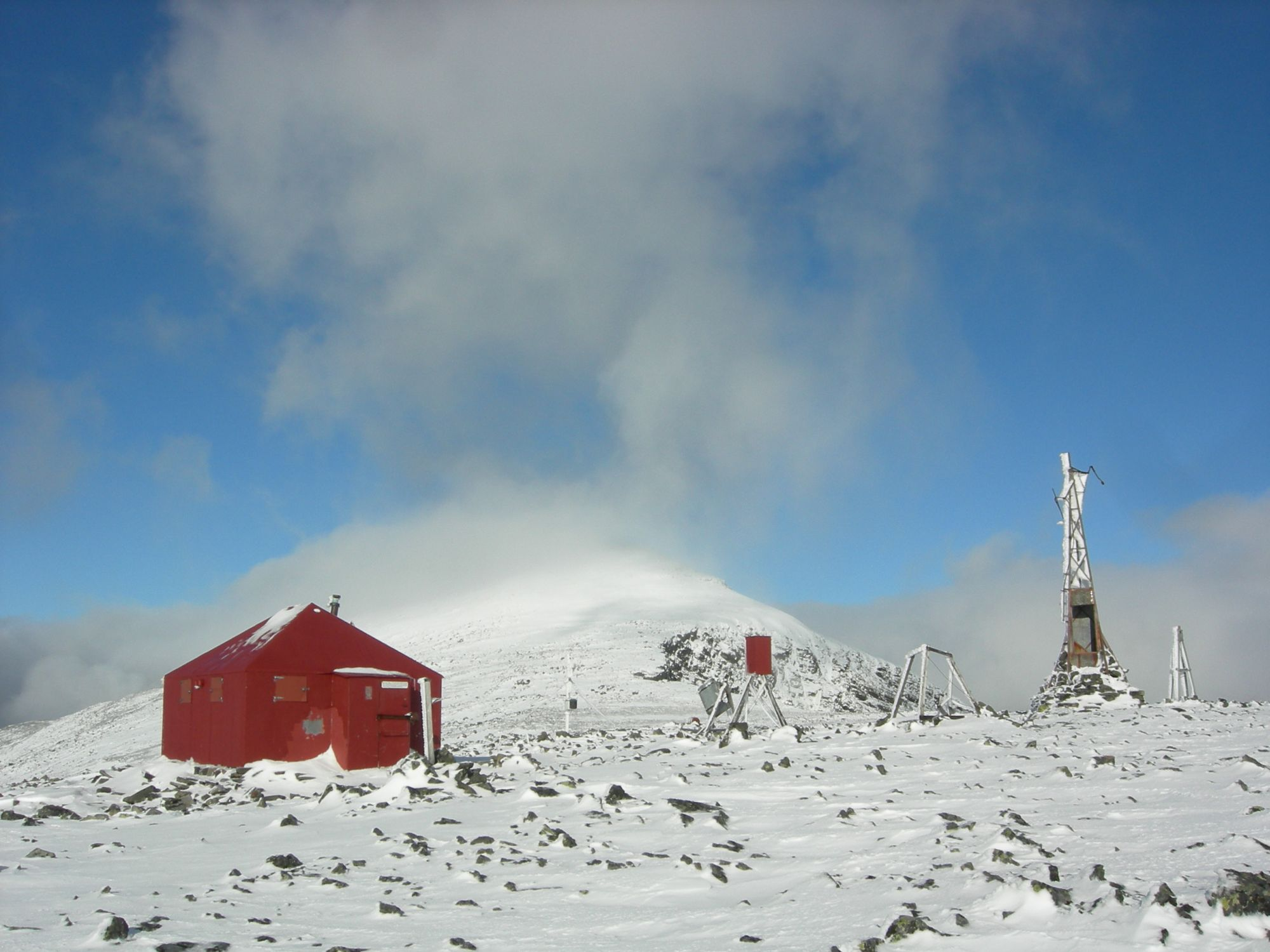
Pårtetjåkkostugan, Manne Hoflings arbetsplats.

Per Johan Emanuel (Manne) Hofling, född 1888, död 25 september 1917 i Pårtetjåkko i Sarek, var en svensk meteorolog.
Manne Hofling växte upp i Brunflo församling utanför Östersund. Han utbildade sig vid Uppsala universitet, där han tog en magisterexamen 1915 med botanik, zoologi, geologi och geografi som ämnen. Han anställdes ett år senare den 1 juli 1916 av Axel Hamberg som observator i meteorologi med tjänstgöring vid observatoriet i Pårtetjåkko i Sarek. Han arbetade som assistent i Pårtetjåkkåstugan, som ligger på 1.830 meters höjd, under arbetssäsongen 1916/17 tillsammans med den mer erfarna observatorn Oskar Edlund.  Arbetssäsongen 1917/18 var han observator och hade som assistent Finn Malmgren.
Han omkom under en provianteringstur  i en snöstorm i september 1917. Observatörerna hade inte fått den proviant med bärare som avtalats, och de hade endast litet makaroner, bröd och mjöl att äta. Manne Hofling omkom under förflyttning mellan Pårtetjåkko och mellanstationen Pårek. Hans kvarlevor har aldrig återfunnits, men hans klocka, barometer och guldring  hittades senare.